# Raffaello (Schiff, 1965)
Die Raffaello war ein 1965 in Dienst gestellter Transatlantik-Passagierdampfer der italienischen Reederei Italia – Società di Navigazione (Italian Line).
Der Name bezieht sich auf den berühmten italienischen Renaissancemaler Raffaello Sanzio (1483–1520), zu deutsch: Raffael.

## Das Schiff
Die Raffaello war, wie ihr fast zeitgleich gebautes Schwesterschiff Michelangelo, 275,50 Meter lang, 31,20 Meter breit und hatte einen maximalen Tiefgang von 10,40 Metern. Sie konnte 1.771 Passagiere befördern, davon 531 in der Ersten Klasse, 550 in der Kabinenklasse und 690 in der Touristenklasse. Das Schiff wurde von vier Dampfturbinen angetrieben. Die durchschnittliche Reisegeschwindigkeit lag bei 26,5 Knoten, die Höchstgeschwindigkeit bei knapp 32 Knoten. Die beiden Schwesterschiffe fielen nicht nur durch ihre schnittige und elegante Silhouette auf, sondern auch durch ungewöhnliches Design. So war der Rumpf nicht, wie sonst bei Passagierdampfern üblich, schwarz, sondern komplett weiß gestrichen. Die Schornsteine waren von einem vogelkäfigartigen Gitterwerk umgeben und mit langen, schwarzen Spoilern ausgestattet, die Rauch und Ruß ablenken sollten.

## Einsatzgeschichte
Die Raffaello lief am 24. März 1963 vom Stapel. Am 25. Juli 1965 lief sie in Genua zu ihrer Jungfernfahrt nach New York aus. Am 31. Oktober desselben Jahres brach auf einer Fahrt nach New York im Maschinenraum ein Feuer aus, das die Besatzung zur Umkehr zwang; mit nur einem Propeller musste das Schiff nach Genua zurückkehren. Im Mai 1970 kollidierte die Raffaello in der Bucht von Algeciras mit einem Tanker.

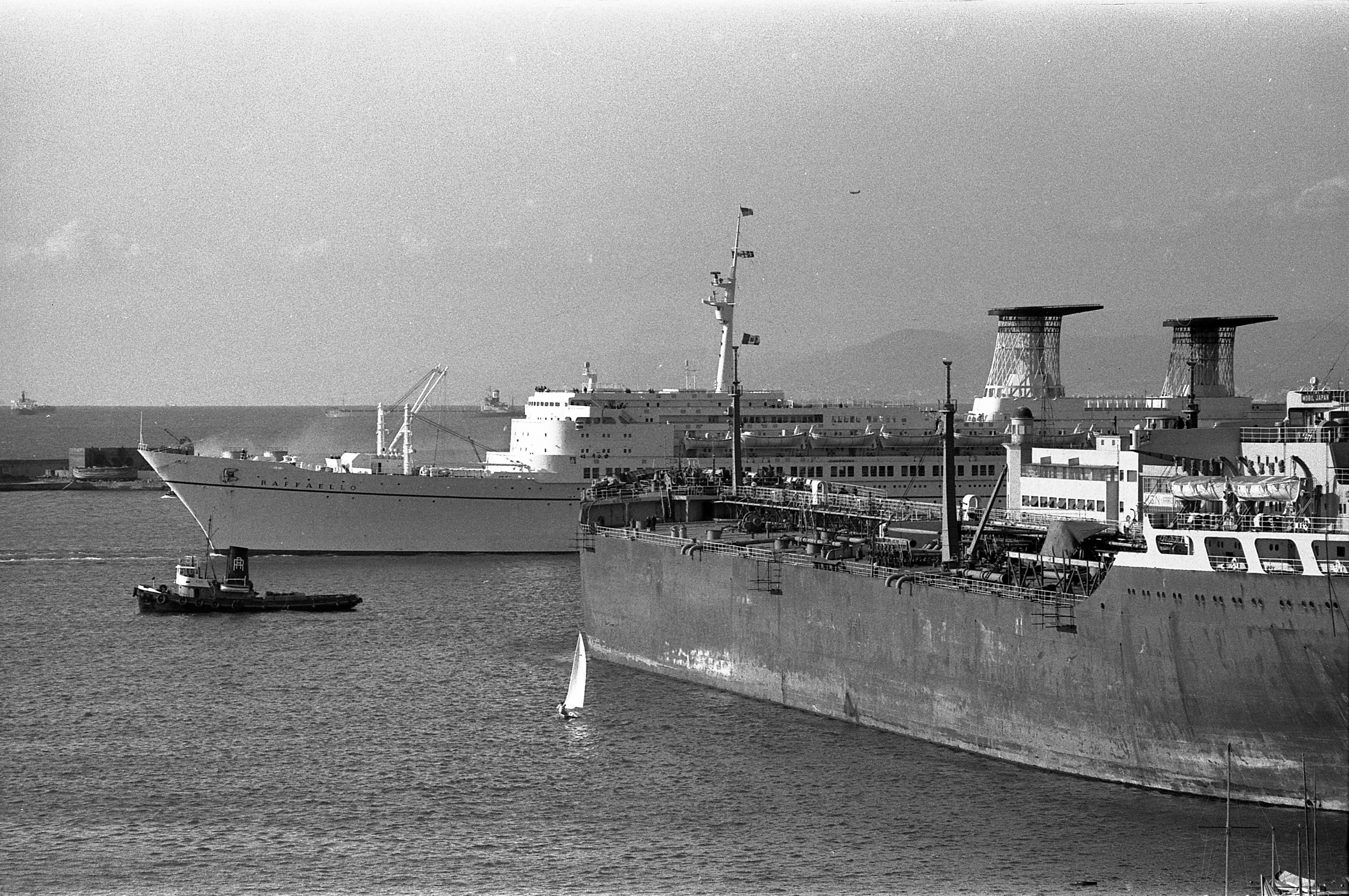
Die Raffaello 1970 im Hafen von Genua
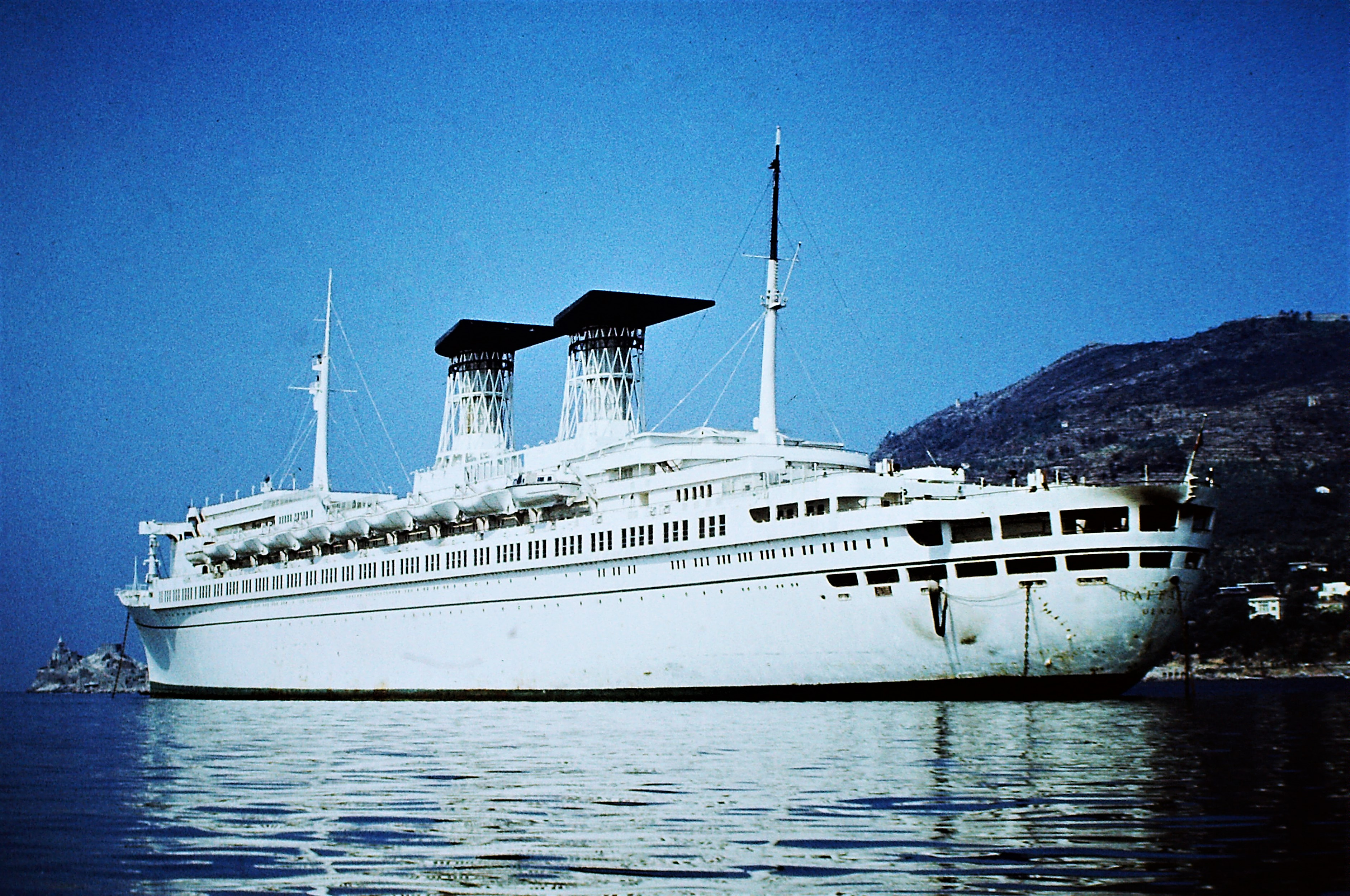
Das vor La Spezia aufgelegte Schiff im Jahr 1976

Mit zunehmender Konkurrenz durch den kommerziellen Luftverkehr verloren die Raffaello und Michelangelo schon Ende der 1960er Jahre immer mehr Fahrgäste und konnten nie wirtschaftlich betrieben werden; auf manchen Reisen überstieg sogar die Zahl der Besatzungsmitglieder die der Passagiere. Beide Schiffe konnten nur mithilfe von Staatssubventionen noch einige Jahre fahren. Die Reederei versuchte, die Kosten zu senken, indem man die Besatzung reduzierte, die Liegezeiten verkürzte und die Geschwindigkeit drosselte. Außerdem setzte man das Schiff eine Zeit lang auch als Kreuzfahrtschiff ein, doch auch hierbei fuhr die Raffaello nur Verluste ein. 1975 stellte der Staat die Subventionszahlungen ein, und die Società Italia entschied, die Michelangelo und die Raffaello nach nur zehn Jahren außer Dienst zu stellen. Die beiden Schiffe wurden zunächst in Genua und dann in La Spezia aufgelegt.
Nachdem mehrere Kaufinteressenten die Schiffe ergebnislos besichtigt hatten und die Società di Navigazione ein Kaufangebot der italienischen Reederei Home Lines abgelehnt hatte, wurden die Michelangelo und die Raffaello Anfang 1977 schließlich an den Schah von Persien verkauft, wo eine Nutzung als Wohnschiff vorgesehen war. Die Raffaello ging im Hafen von Buschehr vor Anker und diente als schwimmende Kaserne. Bereits nach wenigen Jahren war das Schiff infolge Vernachlässigung stark heruntergekommen und von Ratten befallen.
1983 wurde die Raffaello bei einem irakischen Luftangriff in Brand geschossen und sank in den flachen Gewässern des Hafens
28° 49′ 0,2″ N, 50° 52′ 36,6″ O. Das Wrack wurde bisher nicht beseitigt.